# Église Saint-Martin de Berlise
L'église Saint-Martin est une église située à Berlise, en France.

## Description

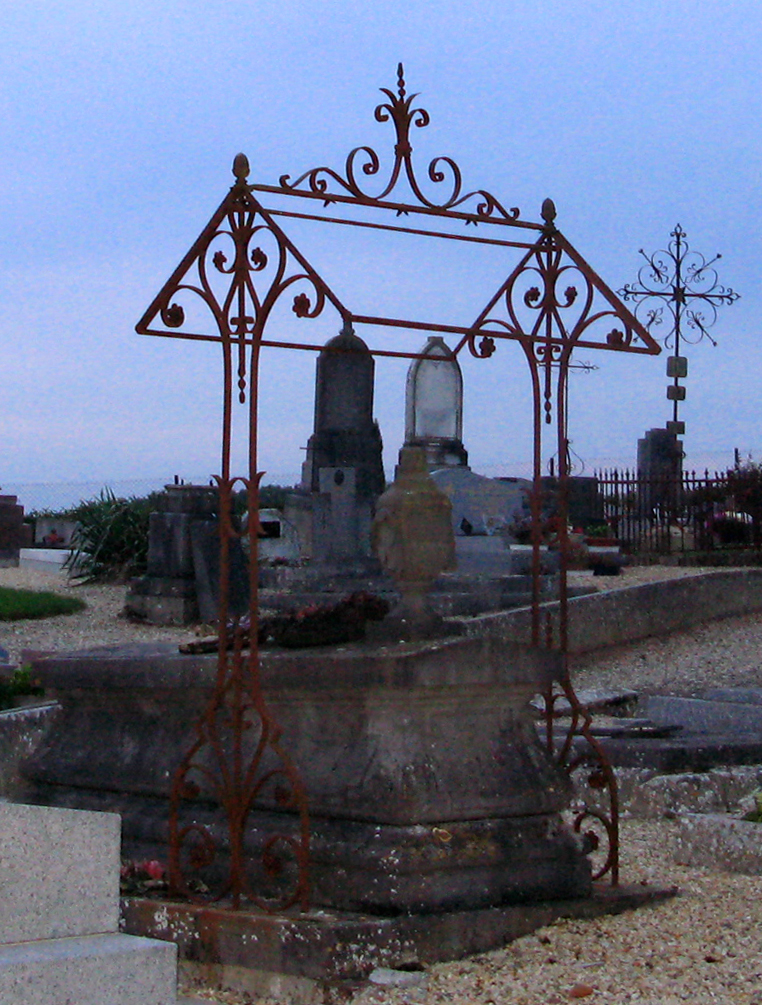
Vestige de fer forgé décorant une tombe du cimetière.

## Localisation
L'église est située sur la commune de Berlise, dans le département de l'Aisne.

## Historique
Au Moyen Âge, le chapitre de Saint-Laurent de Rozoy avait le droit de patronage (possibilité de présenter à l'évêque, pour qu'il l'ordonne, le desservant d'une église) de la cure de Saint-Martin-de-Berlise, il dîmait pour moitié dans cette paroisse et les religieux de Signy-l'Abbaye, pour l'autre moitié. Le chapitre de Rozoy dîmait aussi dans la paroisse Saint-Jean-Baptiste de Berlise.